# Gerald Scarfe
Gerald Anthony Scarfe CBE (Londen, 1 juni 1936) is een Engels striptekenaar en illustrator. Hij werkte voor onder meer The Sunday Times en The New Yorker. Tevens ontwierp hij in opdracht van Pink Floyd de albumcover van The Wall en verzorgde de animatie in de gelijknamige film. Daarnaast ontwierp hij bijna alle personages in de disneyfilm Hercules uit 1997.
Hij is getrouwd met actrice Jane Asher en samen hebben ze een dochter en twee zoons.

## Carrière

### Vroege werk
Scarfes eerste karikaturen werden door de jaren 60 en 70 heen gepubliceerd in het Britse satirische tijdschrift Private Eye. Midden jaren 60 ging hij werken voor de Daily Mail, waar hij na een jaar gewerkt te hebben weer stopte.

### Pink Floyd en Roger Waters
Scarfe werd benaderd om te werken met Pink Floyd nadat Roger Waters en Nick Mason zijn animatiefilm A Long Drawn Out Trip gezien hadden. Scarfes eerste werk voor de band was het maken van korte animatieclips voor de In the Flesh tour, inclusief een volledige clip voor het nummer Welcome to the Machine. In 1979 ontwierp hij de albumcover van The Wall en in 1982 werkte hij aan de gelijknamige film.
Na het uiteenvallen van Pink Floyd bleef Scarfe werken met Roger Waters. Zo ontwierp hij in 1984 alle graphics en animaties voor Waters' soloalbum The pros and cons of hitch hiking en bijbehorende tour.

### Overig
Hij maakte karikaturen van Paul Eddington, Nigel Hawthorne en Derek Fowlds (als hun personages) voor de openings- en sluitingsscène van de programma's Yes Minister en Yes, Prime Minister.
In 1997 werd hij door Disney benaderd om mee te werken aan de film Hercules. Scarfe ontwierp bijna alle personages voor de film.

## Werk

### Boeken
- 1982 - Gerald Scarfe, ISBN 978-0-500-27268-8
- 1986 - Scarfe by Scarfe: An Autobiography in Pictures, ISBN 978-0-241-11959-4

### Films
- 1971 - Long Drawn-Out Trip: Sketches from Los Angeles
- 1988 - "Forty Minutes" Scarfe's Follies
- 1989 - "Forty Minutes" I Like the Girls Who Do

### Animatiedesign
- 1997 - Hercules

## Onderscheidingen
- Cartoonist van het jaar, British Press Awards, 2006[1]
- Commandeur in de Orde van het Britse Rijk, 2008[2]